# Peptidni maseni otisci prstiju
Peptidni maseni otisci prstiju (PMF) analitčka su tehnika za identifikaciju proteina u kojoj se nepoznati protein prvo preseca u manje peptide, čije apsolutne mase se mogu precizno meriti masenim spektrometrom, kao što je MALDI-TOF ili ESI-TOF. Metod je nezavisno razvilo nekoliko grupa 1993. godine. Peptidne mase se upoređuju sa bilo bazom podataka koja sadrži poznate proteinske sekvence ili sa genomom To se ostvaruje koristeći računarske programe koji transliraju poznati genom organizma u proteine, zatim teoretski presecaju proteine u peptide, i izračunavaju apsolutne mase peptida za svaki protein. Oni mobu da uporede mase peptida nepoznatog proteina sa teoretskim peptidnim masama svakog proteina kodiranog genomom. Rezultati se statistički analiziraju s ciljem nalaženje pandana. 
Prednost ovog metoda je da samo mase peptida moraju da budu poznate. Dugotrajno de novo peptidno sekvenciranje nije neophodno. Nedostatak je da proteinska sekvenca mora da bude prisutna u bazi podataka. Dodatno većina PMF algoritama podrazumeva da peptidi potiču od jednog proteina. Prisustvo smeša može znatno da komplikuje analizu i da potencijalno kompromizuje rezultate. Potreba za izolacijom proteina je tipična za PMF baziranu identifikaciju proteina. Za smeše sa više od 2-3 proteina normalno je neophodna dodatna primena MS/MS bazirane proteinske identifikacije da bi se ostvarila dovoljna specifičnost identifikacije. Stoga su tipični PMF uzorci proteini koji su izolovani iz dvodimenzionalne gel elektroforeze (2D gelovi) ili izolovani SDS-PAGE bandovi. Dodatna MS/MS analiza može da bude bilo direktna, e.g., MALDI-TOF/TOF analiza ili nizvodna nanoLC-ESI-MS/MS analiza eluata segmentata gela.

## Spoljašnje veze
- Peptide mass fingerprinting